# Remy Reijnierse
Raymond „Remy“ Reijnierse (* 18. Juni 1961 in Rhenen) ist ein ehemaliger niederländischer Fußballspieler und heutiger Fußballtrainer.

## Spielerkarriere
Von 1979 bis zum Jahresende 1983 erzielte Reijnierse für den FC Eindhoven in der Eerste Divisie in 124 Spielen 15 Tore. Danach wechselte er zum Ligakonkurrenten VVV-Venlo. Mit Venlo stieg er in der Saison 1984/85 in die Eredivisie auf.

## Trainerkarriere
Als Trainer war Reijnierse zunächst für VVV-Venlo im Jugendbereich und zwischenzeitlich auch als Interimstrainer der ersten Mannschaft tätig. Danach arbeitete er in der Jugendabteilung des PSV Eindhoven. Als Co-Trainer von Foppe de Haan gewann Remy Reijnierse mit der niederländischen U-21-Nationalmannschaft 2006 und 2007 bei der U-21-Europameisterschaft den EM-Titel. Für den niederländischen Fußballverband übernahm er daraufhin bei verschiedenen U-Nationalmannschaften das Amt des Cheftrainers.
In der Saison 2016/17 wird er unter Jos Luhukay Co-Trainer beim deutschen Zweitligisten VfB Stuttgart.